# كينيث بيتي
كينيث بيتي (بالإنجليزية: Kenneth Beatty)‏ هو مدرب كرة سلة أمريكي، ولد في 19 أبريل 1905، وتوفي في 28 سبتمبر 1977.